# Grzybek zaworu

Przekrój zaworu

Grzybek zaworu – zawieradło zaworu wzniosowego mające postać odwróconego grzybka.
„Nóżka” (jeśli występuje) grzybka zamocowana jest na trzpieniu (trzonie, wrzecionie) zaworu, a „kapelusz” grzybka ma na obwodzie gładką powierzchnię (zwykle stożkową), szczelnie przylegającą do powierzchni gniazda zaworu.
W zaworach silnikowych analogiczny element zwany jest niekiedy talerzykiem zaworu (nie należy go mylić z talerzykiem oporowym sprężyny).